# آلبرت رنیر
آلبرت رنیر (انگلیسی: Albert Rénier; ۸ مهٔ ۱۸۹۶ – ۵ آوریل ۱۹۴۸) بازیکن فوتبال اهل فرانسه بود.
از باشگاه‌هایی که در آن بازی کرده‌است می‌توان به باشگاه فوتبال لو آور اشاره کرد.
وی همچنین در تیم ملی فوتبال فرانسه بازی کرده‌است.